# Topfreedom

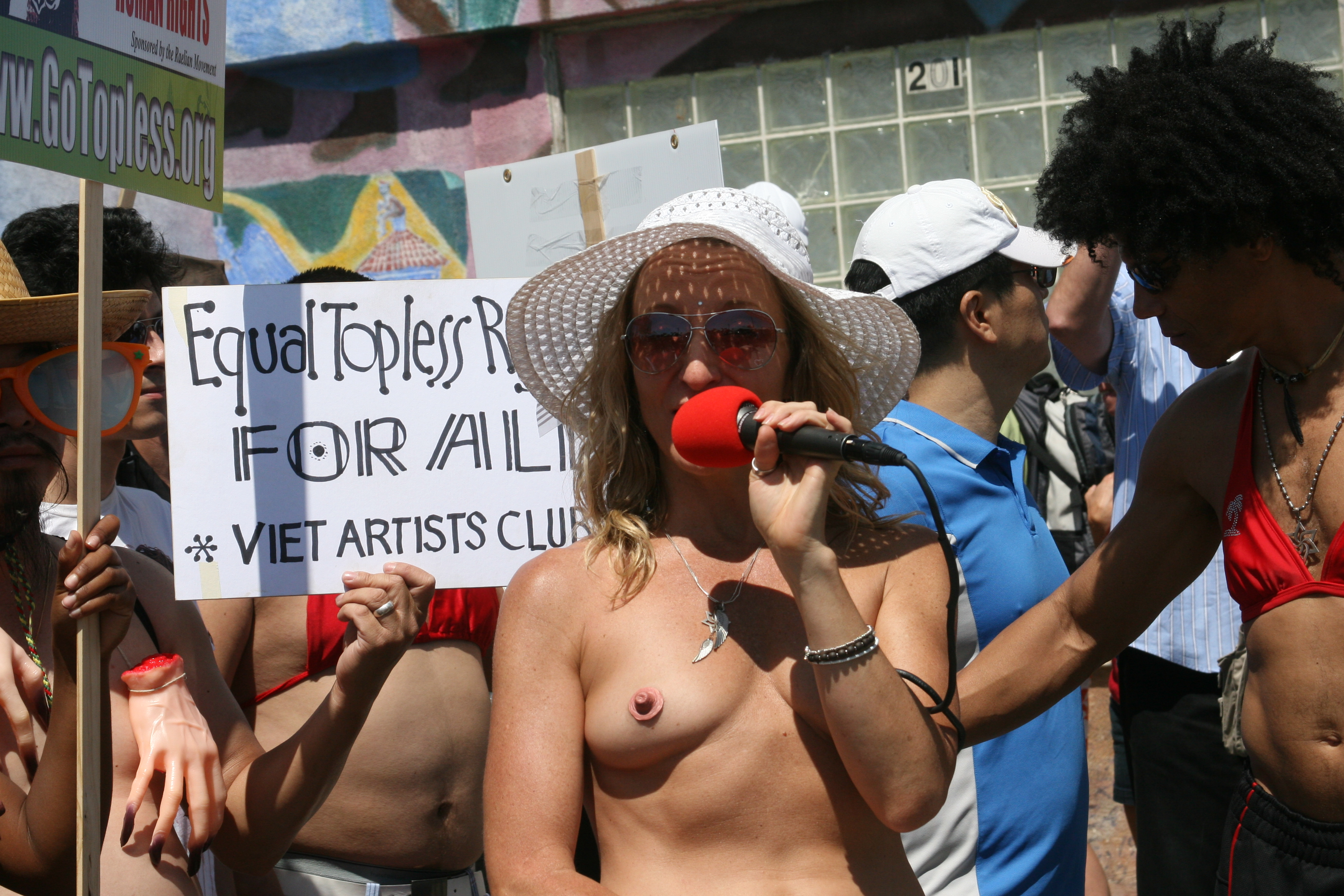
Protestaktion für Topfreedom am Venice Beach, Kalifornien 2011; die Frau im Vordergrund trägt ein Pastie zur Verdeckung der Brustwarzen.

Topfreedom ist der Oberbegriff für eine politisch-kulturelle Bewegung im Rahmen der Geschlechtergleichstellung, die sich dafür einsetzt, dass Frauen und Mädchen das gleiche Recht haben sollten wie Männer und Jungen, sich in der Öffentlichkeit mit nacktem Oberkörper zeigen zu können. Sie setzt sich zusätzlich für das Recht von Frauen ein, in der Öffentlichkeit zu stillen und oben ohne sonnenzubaden. Zugehörige Veranstalter und Organisationen sind unter anderem GoTopless, die Topfree Equal Rights Association in den USA sowie in Schweden Bara Bröst und in Dänemark die Topless Front.
Ein Go Topless Day (auch National Go Topless Day, International Go Topless Day) wird zumeist um den US-amerikanischen Women's Equality Day am 26. August begangen.

## Hintergrund
Die Organisation GoTopless wurde von dem Journalisten und Raelisten Claude Vorilhon in Nevada  gegründet. GoTopless hat sich seitdem auch in anderen Ländern etabliert.
„As long as men can go topless, women should have the same constitutional right or men should also be forced to wear something that hides their chests. (Solange Männer sich oben ohne in der Öffentlichkeit bewegen können, sollten Frauen das ebenso zugestanden bekommen oder Männer gezwungen werden, ihre Brust zu bedecken.)“ (Claude Vorilhon aka Raë)

## Veranstaltungen
Der Go Topless Day (auch National Go Topless Day, International Go Topless Day) ist eine jährlich stattfindende Veranstaltung, die Frauen bei der Durchsetzung von Topfreedom unterstützt. Das Event wurde 2007 von der amerikanischen Organization Go Topless eingerichtet.
Der erste Go Topless Day fand 2008 in den USA statt, in Kanada 2011 und 2012 am 26. August in den USA, Kanada, Frankreich, den Niederlanden und der Schweiz.
Die Topfree Equal Rights Association in den USA unterstützt betroffene Frauen bei Rechtsstreitigkeiten und veranstaltet Demonstrationen. In Schweden wurden die Aktivistinnen von Bara Bröst mit ähnlichen Aktionen bekannt, in Dänemark die Topless Front.